# Les Aventures de Rocky et Bullwinkle (série télévisée d'animation)
 (août 2018).
Les Aventures de Rocky et Bullwinkle est une série d'animation américaine en 26 épisodes diffusée en deux parties, le 11 mai 2018 et le 11 janvier 2019 sur Amazon Video après l'annulation de la série télévisée Le Show de M. Peabody et Sherman. Elle est inspirée de la même série originale créée par Jay Ward.
La série n'est pas renouvelée par Amazon Prime après la diffusion de la deuxième partie.
Au Canada, la série est diffusée sur CBC. En France, la série est diffusée sur Universal+ depuis le 1er mai 2023 et au Québec, elle sera diffusée sur Télé-Québec[réf. souhaitée]. 

## Synopsis
Rocky et Bullwinkle sont de retour pour de nouvelles aventures rigolotes à travers le monde. Ils doivent sauver le monde et vaincre Fearless Leader et ses espions Boris Badenov et Natasha Fatale.

## Personnages
- Rocky : un écureuil volant courageux
- Bullwinkle: un élan nigaud

## Fiche technique
- Titre original : The Adventures of Rocky and Bullwinkle
- Titre français: Les Aventures de Rocky et Bullwinkle
- Réalisation : Scott Fellows, Greg Miller, Chuck Sheetz et John Sanford
- Scénario : Scott Fellows, Kara Lee Burk, Alex Andersen, John P. McCann, John T. Reynolds, Paul Rugg, Marco Schnabel, Benjamin Siemon, Matt Smith et Jay Ward
- Direction artistique : Kevin Dart
- Musique : Guy Moon
- Casting : Ania Kamieniecki-O'Hare et Mary Hidalgo
- Production : Jim Corbett et Rob Minkoff
  - Production déléguée : David P. Smith, Tiffany Ward et Kirsten Newlands
  - Production exécutive : Kelley Derr
- Sociétés de production : DreamWorks Animation Television et Jay Ward Productions
- Pays d'origine :  États-Unis
- Langue originale : anglais
- Genre : série d'animation, comédie
- Durée : 23 minutes

## Distribution

### Voix originales
- Tara Strong : Rocky
- Brad Norman : Bullwinkle
- Ben Diskin : Boris Badenov
- Rachel Butera : Natasha Fatale
- Piotr Michael : Fearless Leader
- Daran Norris : le narrateur
- Fuschia! : la directrice Peachfuzz
- Gordon Ramsay : lui-même
- Eric Bauza : Premiere Leader
- Kevin Michael Richardson : President Leader
- Tom Kenny : Le colonel Boudreaux
- Rhomeyn Johnson : Rafi Tusk
- Grey DeLisle : le docteure Lesso
- "Weird Al" Yankovic : lui-même
- Cristina Milizia : Thalie
- Mark Hamill : lui-même

## Liste des épisodes

### Première partie (2018)
1. Stink of Fear: Chapter One (Ça sent mauvais, chapitre 1)
2. Stink of Fear: Chapter Two (Ça sent mauvais, chapitre 2)
3. Stink of Fear: Chapter Three (Ça sent mauvais, chapitre 3)
4. Stink of Fear: Chapter Four (Ça sent mauvais, chapitre 4)
5. Stink of Fear: Chapter Five (Ça sent mauvais, chapitre 5)
6. The Dark Side of the Moose: Chapter One (La face cachée de l'élan, chapitre 1)
7. The Dark Side of the Moose: Chapter Two (La face cachée de l'élan, chapitre 2)
8. The Dark Side of the Moose: Chapter Three (La face cachée de l'élan, chapitre 3)
9. The Dark Side of the Moose: Chapter Four (La face cachée de l'élan, chapitre 4)
10. Moosebumps!: Chapter One (Cauchemar de l'élan, chapitre 1)
11. Moosebumps!: Chapter Two (Cauchemar de l'élan, chapitre 2)
12. Moosebumps!: Chapter Three (Cauchemar de l'élan, chapitre 3)
13. Moosebumps!: Chapter Four (Cauchemar de l'élan, chapitre 4)

### Deuxième partie (2019)
1. Almost Famoose: Chapter One (Un élan de célébrité : chapitre un)
2. Almost Famoose: Chapter Two (Un élan de célébrité : chapitre deux)
3. Almost Famoose: Chapter Three (Un élan de célébrité : chapitre trois)
4. Almost Famoose: Chapter Four (Un élan de célébrité : chapitre quatre)
5. The Legend of the Power Gems: Chapter One (La légende des diamants mystiques : chapitre un)
6. The Legend of the Power Gems: Chapter Two (La légende des diamants mystiques : chapitre deux)
7. The Legend of the Power Gems: Chapter Three (La légende des diamants mystiques : chapitre trois)
8. The Legend of the Power Gems: Chapter Four (La légende des diamants mystiques : chapitre quatre)
9. Amazamoose and Squirrel Wonder: Chapter One (Incroyabull et Wonder-cureuil : chapitre un)
10. Amazamoose and Squirrel Wonder: Chapter Two (Incroyabull et Wonder-cureuil : chapitre deux)
11. Amazamoose and Squirrel Wonder: Chapter Three (Incroyabull et Wonder-cureuil : chapitre trois)
12. Amazamoose and Squirrel Wonder: Chapter Four (Incroyabull et Wonder-cureuil : chapitre quatre)
13. Amazamoose and Squirrel Wonder: Chapter Five (Incroyabull et Wonder-cureuil : chapitre cinq)